# 交名
交名（きょうみょう）とは、人名を列記した文書のことで、交名注文（きょうみょうちゅうもん）・交名折紙（きょうみょうおりがみ）などと呼ばれた文書の略称である。散状（さんじょう）とも。
律令制時代から位階や臈次順に人名を列記して、後の『公卿補任』や『歴名土代』の原資料となった「歴名」と呼ばれる文書が存在したが、交名にはこうした原則は無く、順位を示して一定の集団に属する人物を確定させることを目的としていた。公家・武家を問わず広く用いられ、例えば交名注文であれば、注文と呼ばれる副進文書に交名が記されたものである。儀式・法会・寄人・宿番・戦陣などに関する交名は上位者が指揮・命令を行う際に誰に下せば良いかを明確化され、非法・濫妨狼藉の交名は後日の裁判の資料として挙げられた。また、交名折紙は公家社会において交名作成は折紙をもって行う慣例があったことによる。